# أمل عباس
أمل عباس (8 تموز/يوليو 1951 - 7 تموز/يوليو 2023)، ممثلة عراقية حصلت على الجنسية المصرية تبعًا لزوجها، عاشت ومثلت في الكويت.

## عن حياتها
بدأت حياتها الفنية في الكويت عام 1983 بمشاركتها بدور صغير للفنان محمد المنصور والممثلة رجاء محمد في «أوبريت سندريلا». بعد هذا العمل أدّت أدوار صغيرة في العديد من الأعمال في التلفاز والمسرح، وبدأت تأخذ بعض الأدوار الثانوية، إلا إنها حققت نجاحها في مسلسل الحيالة عام 2003 خلال دور «حكيمة» مع عبد الحسين عبد الرضا وخالد النفيسي.

## حياتها الخاصة
تحمل الجنسيتين العراقية والمصرية، حيث إنها كانت متزوجة من رجل مصري توفي، ولهما ومن الأولاد دانة ومحمد.

### تعرضها لوعكة صحية
في آب/أغسطس 2017 تعرضت لوعكة صحية أدخلت على أثرها للمستشفى أشيع بعدها خبر وفاتها وقد خضعت لجراحة دقيقة في القلب. أكد ابنها محمد أن والدته بخير وحية ترزق، وغادرت أخيراً غرفة العمليات في مستشفى مبارك، مبديا استيائه ودهشته من إطلاق مثل تلك الإشاعات المغرضة، التي قد تنعكس سلباً عليها وعلى محبينها قائلاً: «حسبنا الله ونعم الوكيل، والدتي بخير، وأبشركم فقد اجتازت مرحلة الخطر بعد أن خضعت لجراحة في القلب لتركيب البطارية». وأضاف: «حالتها الآن لا تدعو للقلق على الإطلاق، وبفضل دعائكم أصبحت أفضل بكثير مقارنة بالأيام الماضية، لكنها بحاجة إلى الراحة الجسدية والنفسية»، لافتاً إلى أن الأطباء قد سمحوا بزيارتها في المستشفى وهو ما يؤكد تعافيها.
عام 2018 أصيبت بوعكة صحية ثانية جراء احتباس الأملاح في جسدها، بسبب توقّف صمامين في القلب عن العمل، فكان يصيبها بانتفاخ في بطنها وباقي جسمها وأجرت عملتين في الهند، الأولى هي تغيير صمامين في القلب، والثانية كانت في ظهرها لإزالة كتلة من الدم المتجمع.

## إشاعة زواجها
في آب/أغسطس 2016 انتشر عبر مواقع التواصل الاجتماعي خبر خطوبة الفنانة أمل عباس، من الفنان الشاب خالد البناو، الذي شاركها بطولة مسرحية «سكة سفر»، ا، وتم تداول الخبر بشكل ساخر نظرًا لفارق السن الكبير بين أمل والبناو، خاصة أن الخبر انتشر مصحوبًا بصورة يظهر فيها خالد البناو وهو يقدم خاتم الزواج لأمل. أوضحت حينها حقيقة الخبر قائلة «هذا الخبر عارٍ تماما من الصحة، وخالد البناو، كبر ولدي» وأضافت ساخرة «على رأي المثل بعد ما شاب ودّوه الكتاب.. أنا لم أتزوج وأنا صغيرة لأتزوج في هذا العمر»؟! وتابعت: «أنا لا أملك لا حسابات على مواقع التواصل، ولا نزلت شئ عن هذا الخبر مثل ما ردد البعض، بالرغم من أن مثل هذه الأمور تحدث في الوسط الفني في أي بلد، وأنا تعاملت مع الخبر برحابة صدر من هذا المنطلق رغم أنه مو حلو بحقي» وعن حقيقة الصورة التي تجمعها بالبناو أوضحت ضاحكة: «هذه صورة من مشهد من مسلسل كوميدي جديد يحمل عنوان «سي دي كوميدي» لا أكثر ولا أقل». وبينت أمل عباس «أن الغريب في الموضوع، أنني تلقيت اتصالات ومسجات من داخل وخارج الكويت كلهم يباركون لي بالزواج».

## أعمالها

### من المسلسلات
| سنة الإنتاج | اسم المسلسل             | الشخصية |
| ----------- | ----------------------- | --- |
| 1984        | سيدي الرجل لا           | حياة الفهد، هدى حمادة، باسمة حمادة |
| 1984        | عائلة فوق تنور ساخن     | خالد النفيسي، حياة الفهد، مريم الغضبان، غانم الصالح، بكر الشدي، انتصار الشراح                                                                                     |
| 1985        | زوجة بالكمبيوتر         | علي المفيدي، حياة الفهد |
| 1986        | رقية وسبيكة             | سعاد عبد الله، غانم الصالح، علي المفيدي، حياة الفهد |
| 1987        | على الدنيا السلام       | علي المفيدي، مريم الصالح، سعاد عبدالله، مريم الغضبان، حياة الفهد، زينب الضاحي                                                                                     |
| 1988        | مدينة الرياح            | خالد العبيد، أحمد الصالح، عبد الرحمن العقل، هدى حسين، محمد جابر، جاسم النبهان، زهرة الخرجي، طارق العلي، عبد الناصر درويش، محمد العجيمي، محمد السريع، أسمهان توفيق |
| 1989        | الطماعون                | علي المفيدي، جاسم النبهان، عائشة إبراهيم، سحر حسين |
| 1990        | زوجة تحت التمرين        | عبد الله الحبيل، هيفاء عادل |
| 1990        | الحادث - سهرة تلفزيون   | حياة الفهد، خليل إسماعيل، طيبة الفرج |
| 1990        | للحياة بقية             | علي المفيدي، زهرة الخرجي |
| 1993        | عش الزوجية              | داوود حسين، انتصار الشراح، إبراهيم الحربي، خليل إسماعيل، محمد الرشيد[ ؟ ]، منى عبد المجيد، زهرة الخرجي                                                            |
| 1994        | حكايات من التراث الشعبي | أحمد الصالح، مريم الصالح، عبد الرحمن العقل، باسمة حمادة، محمد المنيع، سماح، زهرة الخرجي                                                                           |
| 1995        | يوميات صايم             | علي المفيدي، مريم الصالح |
| 1996        | أحلام نيران             | إيمان محمد علي، انتصار الشراح، جمال الردهان |
| 1997        | القرار الأخير           | محمد المنصور[ ؟ ]، أحلام محمد، جاسم النبهان، حسين المنصور، هدى الخطيب، زهرة الخرجي                                                                                |
| 1997        | الصحيح ما يطيح          | غانم الصالح، عبد الرحمن العقل، جمال الردهان، انتصار الشراح، لطيفة المجرن، زهرة الخرجي                                                                             |
| 1997        | نوال - ثلاثية تلفزيونية | محمد السريع، لمياء طارق |
| 1998        | دارت الأيام             | محمد المنصور[ ؟ ]، حسين المنصور، طيف، مشاري البلام، خالد البريكي، زهرة الخرجي                                                                                     |
| 1999        | دروب الشك               | محمد المنصور[ ؟ ]، حسين المنصور، منصور المنصور، أحلام محمد، سعاد علي، هبة الدري، عبير أحمد، زهرة الخرجي                                                           |
| 2000        | الاختيار                | جاسم النبهان، خالد العبيد، عبد الرحمن العقل، خالد أمين، زهرة عرفات، أميرة محمد، زهرة الخرجي                                                                       |
| 2000        | عندما تشتعل الثلوج      | علي المفيدي، مريم الصالح، طارق العلي، فاطمة الحوسني، محمد العجيمي، جواهر                                                                                          |
| 2001        | جرح الزمن               | حياة الفهد، إبراهيم الصلال، عبد العزيز جاسم، أحمد السلمان، مشاري البلام، زهرة الخرجي                                                                              |
| 2001        | قلوب مهشمة              | عبد الرحمن العقل، عبد الإمام عبد الله، محمد العجيمي، سماح، زهرة الخرجي                                                                                            |
| 2002        | الشريب بزة              | حياة الفهد، خالد النفيسي، علي المفيدي، خالد العبيد، زهرة الخرجي                                                                                                   |
| 2002        | وتبقى الجذور            | إبراهيم الصلال، جاسم النبهان، عبد الرحمن العقل، طارق العلي، سعاد علي، عبير الجندي، زهرة عرفات، زهرة الخرجي                                                        |
| 2002        | ناس وناس                | محمد المنصور[ ؟ ]، فخرية خميس، زينب العسكري، خالد البريكي، جواهر                                                                                                  |
| 2003        | زحف العقارب             | عبد العزيز جاسم، جمال الردهان، فرح علي، ليلى السلمان، منى شداد، زهرة الخرجي                                                                                       |
| 2003        | رحلة بو بلال            | عبد الله الحبيل، عبد الرحمن العقل، هدى حسين، سعاد علي، زهرة الخرجي                                                                                                |
| 2003        | حتى التجمد              | جمال الردهان، عبد المحسن النمر، زينب العسكري، إيمان محمد علي، جواهر                                                                                               |
| 2003        | الحيالة                 | عبد الحسين عبد الرضا، خالد النفيسي، فخرية خميس، مشاري البلام، إلهام الفضالة، محمود بوشهري                                                                         |
| 2003        | قلوب متحجرة             | حياة الفهد، جاسم النبهان، عبد الإمام عبد الله، جواهر |
| 2004        | الأرجوحة                | عبد الرحمن العقل، مريم الصالح، جاسم النبهان، أحمد الصالح، زهرة الخرجي                                                                                             |
| 2004        | دنيا القوي              | غانم الصالح، زينب العسكري، إبراهيم الزدجالي، إلهام الفضالة، مشاري البلام، يعقوب عبد الله                                                                          |
| 2005        | غربة مشاعر              | غانم الصالح، زهرة الخرجي، فاطمة الحوسني، مشعل الجاسر، جواهر |
| 2005        | عديل الروح              | خالد النفيسي، يعقوب عبد الله، بدرية أحمد، منى عبد المجيد، عبير أحمد                                                                                               |
| 2005        | نقطة تحول               | باسمة حمادة، عبير الجندي، إبراهيم الزدجالي، أحمد السلمان، شيماء علي                                                                                               |
| 2006        | بسمة أمل                | بدرية أحمد، يعقوب عبد الله، بثينة الرئيسي، شفيقة يوسف، منى عبد المجيد                                                                                             |
| 2006        | الإمبراطورة             | إلهام الفضالة، مشاري البلام، يعقوب عبد الله، شيماء علي، محمود بوشهري                                                                                              |
| 2006        | بلا رحمة                | مريم الصالح، زينب العسكري، علي جمعة، إبراهيم الزدجالي، عبير الجندي                                                                                                |
| 2007        | بيت من ورق              | باسمة حمادة، مشاري البلام، سمية الخنة، بثينة الرئيسي، خالد العجيرب                                                                                                |
| 2007        | لعبة الأيام             | عبد الإمام عبد الله، ليلى السلمان، أحمد العونان، شيماء علي، صمود                                                                                                  |
| 2008        | بعد منتصف الخوف         | عبد الإمام عبد الله، لمياء طارق، أحمد السلمان، يعقوب عبد الله، صمود                                                                                               |
| 2008        | التنديل                 | عبد الحسين عبد الرضا، عبد العزيز الجاسم، جاسم النبهان، عبد المحسن النمر، أحلام حسن                                                                                |
| 2008        | شر النفوس               | نايف الراشد، هبة الدري، أسمهان توفيق، مونيا، سعد الفرج |
| 2009        | الحب الكبير             | عبد الحسين عبد الرضا، بدرية أحمد، إلهام الفضالة، أحمد السلمان |
| 2009        | الورثة                  | أحمد الصالح، هدى حسين، حسين المنصور، فخرية خميس، لطيفة المجرن، سلمى سالم، ملاك، زهرة الخرجي                                                                       |
| 2009        | شر النفوس 2             | نايف الراشد، ريما الشعار، أسمهان توفيق، فاطمة العبدالله، سعد الفرج                                                                                                |
| 2009        | عيون الحب               | هدى حسين، إلهام الفضالة، جاسم النبهان، هند البلوشي |
| 2009        | قلوب حائرة              | علي جمعة، هدى الخطيب، منى شداد، شهاب حاجيه، سلمى سالم |
| 2009        | الاعتذار                | غازي حسين[ ؟ ]، خالد أمين، فاطمة عبد الرحيم، هبة الدري، يعقوب عبد الله                                                                                            |
| 2009        | سارة                    | هدى حسين، علي جمعة، صلاح الملا، عبير الجندي، سلمى سالم |
| 2009        | دمعة يتيم               | حياة الفهد، علي جمعة، صلاح الملا، سعاد علي، منى شداد، هند البلوشي، مرام البلوشي                                                                                   |
| 2010        | عواطف                   | حياة الفهد، عبد الرحمن العقل، منى شداد، مرام[ ؟ ] |
| 2010        | الرهينة                 | إبراهيم الحربي، مشاري البلام، شيماء علي، هدى حسين |
| 2010        | أيام الفرج              | أسمهان توفيق، خالد أمين، باسمة حمادة، خالد البريكي، غانم الصالح                                                                                                   |
| 2010        | ساهر الليل              | جاسم النبهان، حسين المنصور، باسمة حمادة، فاطمة الحوسني، محمود بوشهري، عبد الله بوشهري، هيا عبد السلام، جواهر                                                      |
| 2010        | ليلة عيد                | حياة الفهد، غانم الصالح، أحمد الجسمي، سلمى سالم، منصور المنصور، جواهر                                                                                             |
| 2011        | بنات الثانوية           | عبد الإمام عبد الله، أحلام حسن، عبير الجندي، عبد الله بوشهري، شهد، نجوى الكبيسي، ابتسام العطاوي                                                                   |
| 2011        | خارج الأسوار            | حياة الفهد، محمد جابر، أحمد السلمان، أحمد مساعد، زهرة الخرجي، شهاب جوهر، بثينة الرئيسي، ملاك، جواهر                                                               |
| 2011        | الشحرورة                | كارول سماحة، جواهر |
| 2011        | الجليب                  | حياة الفهد، صلاح الملا، علي السبع، خالد البريكي، هند البلوشي، جواهر                                                                                               |
| 2012        | امرأة تبحث عن المغفرة   | غانم السليطي، إبراهيم الحربي، زهرة عرفات، محمد العجيمي، طيف، جواهر                                                                                                |
| 2012        | غريب الدار              | سعاد عبدالله، إبراهيم الحربي، سليمان الياسين، يعقوب عبد الله، شيماء علي، مرام البلوشي، شهاب جوهر                                                                  |
| 2012        | خوات دنيا               | سعاد عبدالله، سليمان الياسين، حسين المنصور، زهرة الخرجي، عبير أحمد، إبراهيم الزدجالي، مشاري البلام، من الأردن عبير عيسى، من مصر مها أبو عوف                       |
| 2012        | الوداع                  | غازي حسين[ ؟ ]، محمد جابر، شفيقة يوسف، محمود بوشهري، هيا عبد السلام                                                                                               |
| 2012        | حلفت عمري               | مريم الصالح، غازي حسين[ ؟ ]، منى شداد، عبد المحسن القفاص، ملاك، طيف، هدى حسين                                                                                     |
| 2013        | أيام العمر              | عبد الرحمن العقل، زهرة عرفات، عبير أحمد، أمل العوضي، مشعل الجاسر، جواهر                                                                                           |
| 2013        | جار القمر               | عبد الإمام عبد الله، إبراهيم الزدجالي، زهرة عرفات، إلهام الفضالة، يعقوب عبد الله، لطيفة المجرن، ليلى عبد الله، جواهر                                              |
| 2013        | الملافع                 | عبد الرحمن العقل، عبد الإمام عبد الله، زهرة عرفات، مشاري البلام، ياسة، غرور، جواهر                                                                                |
| 2013        | البيت بيت أبونا         | حياة الفهد، سعاد عبدالله، إبراهيم الصلال، محمد جابر، فخرية خميس، صلاح الملا، خالد البريكي، مشاري البلام، مرام البلوشي                                             |
| 2013        | إلين اليوم              | إبراهيم الحربي، أحمد السلمان، خالد أمين، شفيقة يوسف، سلمى سالم، هيا عبد السلام، ملاك، فؤاد علي                                                                    |
| 2013        | ماي عيني                | باسمة حمادة، أحمد السلمان، علي جمعة، محمود بوشهري، عبد الله بوشهري، فؤاد علي                                                                                      |
| 2013        | قرمش                    | هيا الشعيبي، سلطان الفرج، طارق العلي |
| 2014        | خالي وصل                | حسن حسني، طارق العلي |
| 2014        | اشوفكم على خير          | حسين المنصور، إبراهيم الحساوي، خالد البريكي، يعقوب عبد الله، بثينة الرئيسي، أسيل عمران                                                                            |
| 2014        | لمحات                   | عبد الرحمن العقل، سعد الفرج، أسمهان توفيق، جمال الردهان، هدى الخطيب، باسمة حمادة، جواهر                                                                           |
| 2014        | بسمة منال               | هدى حسين، جاسم النبهان، عبد الرحمن العقل، عبد الإمام عبد الله، بثينة الرئيسي، علي كاكولي، هنادي الكندري، عبد المحسن القفاص                                        |
| 2014        | تذكرة داوود             | داوود حسين، علي جمعة، منى شداد |
| 2014        | المعزب                  | إبراهيم الصلال، أحمد جوهر[ ؟ ]، عبد الرحمن العقل، محمد جابر، عبد العزيز الحداد                                                                                    |
| 2014        | جرح السنين              | جاسم النبهان، زهرة عرفات، محمود بوشهري، ملاك، عبد الله بوشهري، ريم ارحمة                                                                                          |
| 2014        | للحب كلمة               | جاسم النبهان، عبد الإمام عبد الله، أسمهان توفيق، زهرة الخرجي، فاطمة الصفي، شيماء علي، بشار الشطي                                                                  |
| 2015        | لك يوم                  | هدى حسين، أحلام حسن، حسين المنصور، سلمى سالم، هيا الشعيبي، عبدالله البلوشي، جواهر                                                                                 |
| 2015        | حرب القلوب              | خالد أمين، مرام البلوشي، أمل العوضي، بثينة الرئيسي، إلهام الفضالة، يعقوب عبدالله                                                                                  |
| 2015        | العم صقر                | داوود حسين، خالد البريكي، فاطمة الصفي، حمد اشكناني، محمد المسلم، ليلى عبدالله                                                                                     |
| 2016        | الوجة المستعار          | حسين المنصور، أسمهان توفيق، شهاب حاجيه، سلمى سالم، فوز الشطي، هنادي الكندري، محمد الحداد                                                                          |
| 2016        | بين قلبين               | سليمان الياسين، عبد الله بوشهري، صمود، انتصار الشراح، عبد الله الطليحي، نور الغندور                                                                               |
| 2016        | جود                     | هند البلوشي، يعقوب عبدالله، هدى حسين، عبد المحسن النمر، فوز الشطي، ناصر عباس، سلمى سالم، صلاح الملا، هبة الدري، جواهر                                             |
| 2016        | حريم بو سلطان           | جمال الردهان، أحمد السلمان، جواهر، نرمين محسن، فوز الشطي، مرام[ ؟ ]، فخرية خميس                                                                                   |
| 2017        | كالوس                   | زهرة عرفات، عبير أحمد، يعقوب عبدالله، شهد عبدالله، جواهر |
| 2017        | ذكريات لا تموت          | انتصار الشراح، مرام البلوشي، أمل العوضي، بثينة الرئيسي، حسين المهدي، يعقوب عبدالله                                                                                |
| 2017        | اليوم الأسود            | إلهام الفضالة، حسن البلام، محمود بوشهري، شجون، نور الغندور، ريم ارحمة                                                                                             |
| 2017        | ليش يا جارة             | عبدالرحمن العقل، هدى الخطيب، ميس كمر، مي عبدالله |
| 2017        | بو طبيع                 | عبدالرحمن العقل، عبدالناصر درويش، ميس كمر، شهاب حاجيه، لولوة الملا                                                                                                |
| 2018        | عزوتي                   | خالد امين، الهام الفضالة، فاطمة الصفي، امل محمد، حلا (ممثلة)، لطيفة المجرن                                                                                        |

### من المسرحيات
| سنة الإنتاج | اسم المسرحية      |
| ----------- | ----------------- |
| 1985        | رحلة حنظلة.       |
| 1986        | باي باي عرب.      |
| 1987        | شمس الشموس.       |
| 1988        | النمر الوردي.     |
| 1988        | المدرسة العجيبة.  |
| 1989        | صادوه.            |
| 1990        | مصاص الدماء.      |
| 1994        | الحرمنة           |
| 1995        | بحيرة البجع.      |
| 1996        | قارئة الفنجان.    |
| 1999        | الخيران رايح جاي. |
| 2002        | قناص خيطان.       |
| 2003        | ذوبان الجليد.     |
| 2005        | شهر عسل بصل.      |
| 2006        | يبيله ديجيتال.    |
| 2009        | لجدر السحري.      |
| 2010        | ليلة رعب.         |
| 2011        | الطرطنجي.         |
| 2012        | بسنا فلوس.        |
| 2013        | عاشقة الحن.       |
| 2014        | زار وطار.         |
| 2014        | الصيدة بلندن.     |
| 2015        | آن فولو.          |
| 2016        | سكة سفر.          |

### من الأفلام
| سنة الإنتاج | اسم الفلم |
| ----------- | --------- |
| 1988        | عدنان     |

## وفاتها
توفيت في 19 ذو الحجة 1444 هـ الموافق 7 تموز/يوليو 2023 عن عمر ناهز واحداً وسبعين.

## روابط خارجية
- أمل عباس على موقع الدهليز
- أمل عباس على موقع قاعدة بيانات الأفلام العربية